# Chachmej Provence
Chachmej Provence (hebrejsky חכמי פרובנס‎) byla středověká židovské náboženská myšlenková škola v jižní Francii, v oblasti Provence (v židovské tradici se Provencí chápe celá Okcitánie[zdroj⁠?!]). V době tosafistů, tedy přibližně ve 12. až 14. století, zde bylo jedno z předních center studia Tóry a talmudu v Evropě. Výraz chachmej Provence doslova znamená „učenci [z] Provence“ (חכם‎ chacham = „vzdělanec“, mudrc, mistr či přímo rabín).

## Sociohistorický kontext

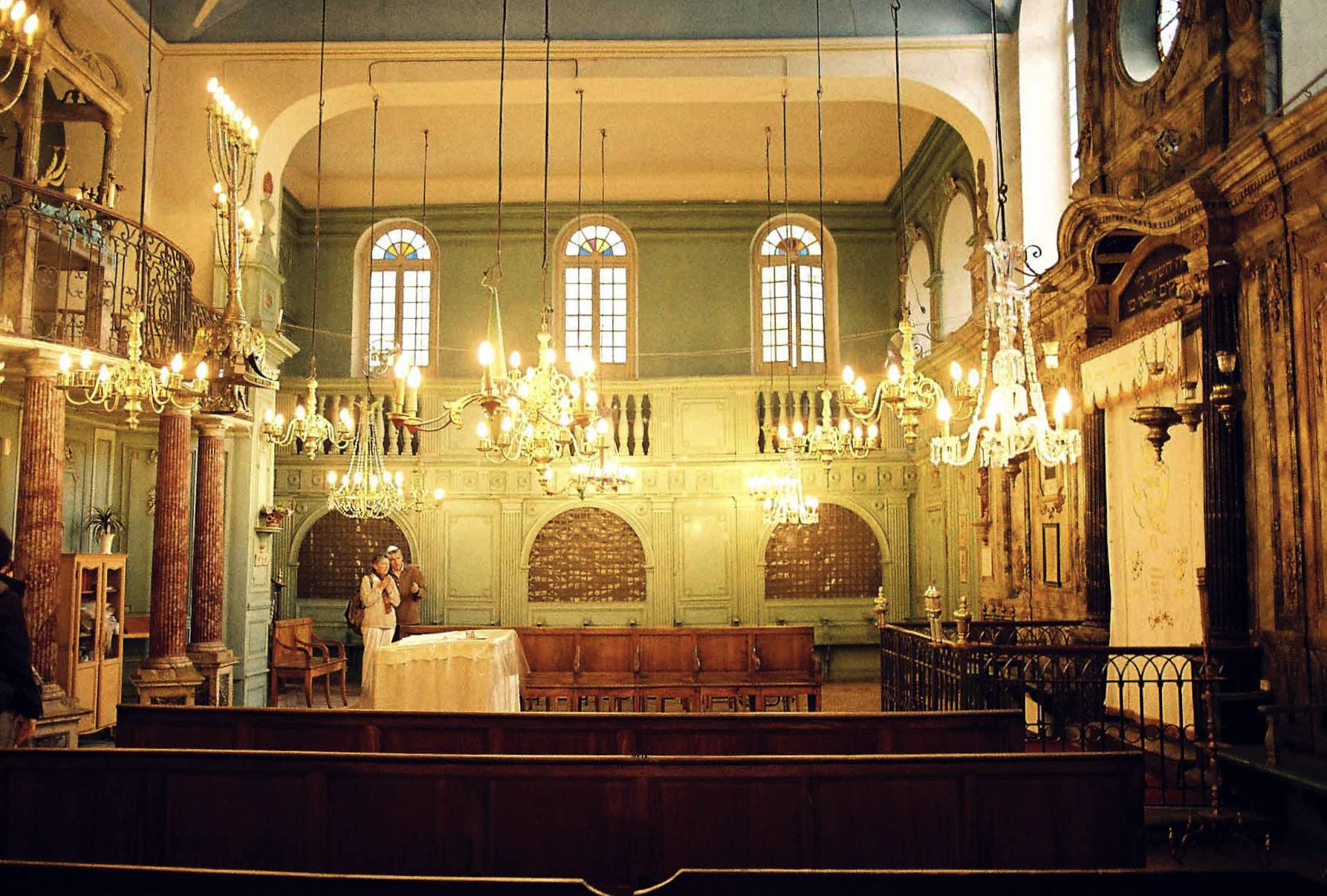
Synagoga v Carpentras postavená roku 1367 provensálskými Židy. Po gotické Staronové synagoze v Praze druhá nejdéle nepřetržitě sloužící synagoga Evropy.

Ve středověku se Francie rozkládala pouze do poloviny své současné rozlohy, jednalo se o její severní část. Jižní část byla nazývána Provence a Židé ji nazývali Provinsa. Francie a Provence byly zcela odlišné země politicky, kulturně i jazykově. Židé v Provence hovořili místním jazykem – židovskou provensálštinou. Tento jazyk byl velmi podobný francouzštině, ale obsahoval také mnoho španělských, hebrejských a aramejských prvků. Provence byla geograficky blízká jak Francii, tak ale i Španělsku, a proto byl minhag Židů v Provence a zejména jejich modlitební texty ovlivněny tradicemi obou těchto regionů. Existovalo také určité ovlivnění italskožidovskou náboženskou tradicí. Židé na severu Francie se modlili podle tzv. francouzského ritu, který byl v podstatě totožný s aškenázským ritem, a jejich zvyky (jejichž hlavní prameny jsou Machzor Vitry a Raši, popř. další prameny) byly podobné zejména aškenázským židovským zvykům, byly zde však některé regionání rozdíly. V té době vzkvétala velká a živá židovská komunita v Provence a již na počátku 12. století zde existovala původní židovská tvorba. V 11. století žil v Provence v městě Narbonne rabín Moše ha-Daršan, který sbíral a publikoval midraše k Tóře. Židovství v Provence vytvořilo zvláštní biblickou interpretaci, zabývalo se filozofií a kabalou.

## Vymezení etnoregionu
Protože židovská teologická tradice chápe  termín פרובנס‎ (Provence) šíře než dnešní administrativní oblast Provence[zdroj⁠?!], lze termín aplikovat i na města Narbonne, Lunel a Montpellier při pobřeží Středozemního moře a dokonce i v místech v té době patřících ke Katalánsku, jako například Perpignan. V některých ohledech byly židovské tradice Katalánska bližší provensálským než kastilským a al-Andalus. 
V otázkách halachy stejně jako v otázce místních tradic a zvyků zaujímají provensálští učenci místo na pomezí středověkých sefardů a starofrancouzskou tosafistickou školou. 
Židé z papežské enklávy Venaissinu, kteří zůstali po vyhnání Židů ze zbytku Francie, provozovali velmi svébytnou tzv. provensálskou liturgii.  Ta byla v podstatě směsí sefardského a aškenázského ritu; v některých ohledech se spíše podobala ritu italskému.
Po francouzské revoluci, kdy byl Venaissin anektován Napoleonem, byl provensálský ritus nahrazen portugalskou sefardskou liturgií, kterou dnes používají např. židé v Carpentrasu.

## Význam pro České země

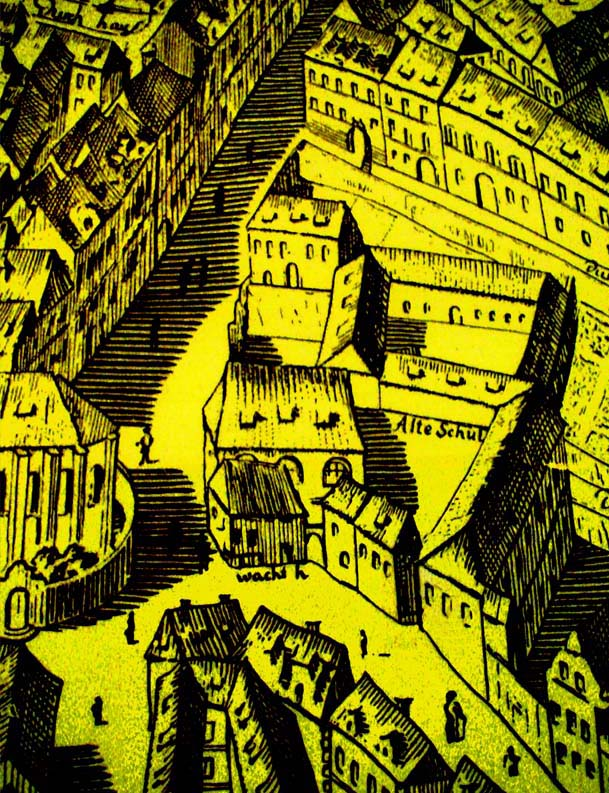
Stará škola na plánu Prahy, 1769. Právě zde se část vyhnanců z Provence usadila, přijali poté podle místa bydliště příjmení Altschul.

Část provensálských Židů se na počátku 14. století kvůli sílícímu antisemitismu a pogromům (některé prameny udávají přímo vypovězení) z Provence vystěhovala. Po svolení českého krále Václava III. se usadila v Praze, v jejím Židovském Městě, v okrsku U Staré školy (dnes zde stojí Španělská synagoga). Během několika generací vzešel z těchto vyhnanců stal jeden z nejvlivnějších a nejrozvětvenějších aškenázských rodů střední a východní Evropy, nazývající se podle místa svého pražského usazení příjmením Altschul nebo Altschuler.